# Présidence belge du Conseil des Communautés européennes en 1987
La présidence belge du Conseil de l'Union européenne en 1987 désigne la neuvième présidence du Conseil de l'Union européenne, effectuée par la Belgique depuis la création de la Communauté économique européenne en 1957.
Succédant au Royaume-Uni et précédant le Danemark, la Belgique dirige les célébrations du trentième anniversaire du traité de Rome (TFUE), l'élection en janvier d'un nouveau président du Parlement européen (le britannique Henry Plumb) et l'entrée en vigueur de l'Acte unique européen, première modification fondamentale du TFUE depuis sa signature le 25 mars 1957 ; l'entrée en vigueur de l'Acte unique est cependant retardée au 1er juillet 1987.

## Programme
Trois domaines principaux sont proposées en début de mandat par le ministre des Relations extérieures belge : la mise en œuvre de l'Acte unique, les réformes de structure de la Communauté et les questions de relations extérieures et de coopération politique.
En outre, le Premier ministre belge, Leo Tindemans, dans la présentation du programme de la Belgique, le 9 janvier 1987, insiste sur une meilleure perception par les citoyens de l'idée européenne : « il propose dans ce cadre le renforcement d'institutions comme l'Institut universitaire européen de Florence et le Collège d'Europe de Bruges, la relance du programme Erasmus d'échanges universitaires et le démarrage de la fondation européenne ».